# Superliga de Suiza 2014-15
La temporada 2014-15 de la Superliga Suiza, también conocida como Raiffeisen Super League por motivos de patrocinio,  fue la 118.ª temporada de la máxima categoría del fútbol en Suiza. Comenzó el 19 de julio de 2014 y finalizó el 29 de mayo de 2015.
El campeón fue el Basel, que logró su 18º título y el sexto en forma consecutiva desde la temporada 2009-10, en cambio, el Aarau, descendió a la Challenge League 2015-16.

## Equipos
| Equipo      | Ciudad   | Estadio             | Capacidad |
| ----------- | -------- | ------------------- | --------- |
| Aarau       | Aarau    | Stadion Brügglifeld | 9,249     |
| Basilea     | Basilea  | St. Jakob Park      | 38,512    |
| Grasshopper | Zúrich   | Letzigrund          | 23,605    |
| Lucerna     | Lucerna  | Swissporarena       | 17,500    |
| Sion        | Sion     | Stade de Tourbillon | 16,500    |
| St. Gallen  | San Galo | AFG Arena           | 19,694    |
| Thun        | Thun     | Arena Thun          | 10,000    |
| Vaduz       | Vaduz    | Rheinpark Stadion   | 7,584     |
| Young Boys  | Berna    | Stade de Suisse     | 31,783    |
| Zürich      | Zúrich   | Letzigrund          | 23,605    |

## Tabla de posiciones
Posiciones actualizadas al 29 de mayo de 2015.
|  |     | Equipo             | PJ | PG | PE | PP | GF | GC | DG  | PTS |
|  | --- | ------------------ | -- | -- | -- | -- | -- | -- | --- | --- |
|  | 1.  | FC Basilea (C)     | 36 | 24 | 6  | 6  | 84 | 41 | +43 | 78  |
|  | 2.  | Young Boys         | 36 | 19 | 9  | 8  | 64 | 45 | +19 | 66  |
|  | 3.  | FC Zürich          | 36 | 15 | 8  | 13 | 55 | 48 | +7  | 53  |
|  | 4.  | FC Sion            | 36 | 13 | 13 | 10 | 47 | 45 | +2  | 52  |
|  | 5.  | FC Luzern          | 36 | 12 | 11 | 13 | 54 | 46 | +8  | 47  |
|  | 6.  | FC St. Gallen      | 36 | 13 | 8  | 15 | 57 | 65 | -8  | 47  |
|  | 7.  | FC Thun            | 36 | 12 | 9  | 15 | 47 | 48 | -1  | 45  |
|  | 8.  | Grasshopper Zürich | 36 | 11 | 10 | 15 | 50 | 56 | -6  | 43  |
|  | 9.  | FC Vaduz           | 36 | 7  | 10 | 19 | 28 | 59 | -31 | 31  |
|  | 10. | FC Aarau (D)       | 36 | 6  | 12 | 18 | 31 | 64 | -33 | 30  |

|  | Campeón y clasificado para la Liga de Campeones de la UEFA 2015-16 |
|  | Clasificado para la Liga de Campeones de la UEFA 2015-16           |
|  | Clasificado para la Liga Europea de la UEFA 2015-16                |
|  | Descendido a la Challenge League 2015-16                           |

## Goleadores
Simbología:

: Goles anotados.

| Jugador                                  | Equipo      | Goles anotados | Penal | Partidos |
| ---------------------------------------- | ----------- | -------------- | ----- | -------- |
| Shkëlzen Gashi                           | Basel       | 22             | 1     | 31       |
| Guillaume Hoarau                         | Young Boys  | 17             | 5     | 28       |
| Marco Schneuwly                          | Lucerna     | 17             | 0     | 36       |
| Moussa Konaté                            | Sion        | 16             | 0     | 27       |
| Munas Dabbur                             | Grasshopper | 13             | 0     | 32       |
| Marco Streller                           | Basel       | 12             | 0     | 24       |
| Darío Lezcano                            | Lucerna     | 12             | 0     | 33       |
| Berat Sadik                              | Thun        | 12             | 4     | 35       |
| Última actualización: 29 de mayo de 2015 |             |                |       |          |

## Challenge League
La Challenge League es la segunda categoría del fútbol en Suiza. En la edición 2014-15, el club FC Lugano obtuvo el único ascenso a la Superliga. 
El Servette FC no obtuvo una licencia para la Challenge League 2015-16 después de no proporcionar documentos financieros y garantías necesarias, por lo que desciende a la 1. Liga Promotion, tercera categoría del fútbol suizo. El FC Biel-Bienne se mantiene en la categoría.
|  |     | Equipo          | PJ | PG | PE | PP | GF | GC | DG  | PTS |
|  | --- | --------------- | -- | -- | -- | -- | -- | -- | --- | --- |
|  | 1.  | FC Lugano       | 36 | 22 | 8  | 6  | 64 | 31 | +33 | 74  |
|  | 2.  | Servette FC     | 36 | 20 | 7  | 9  | 51 | 40 | +11 | 67  |
|  | 3.  | FC Wohlen       | 36 | 20 | 4  | 12 | 57 | 43 | +14 | 64  |
|  | 4.  | FC Winterthur   | 36 | 15 | 8  | 13 | 65 | 49 | +16 | 53  |
|  | 5.  | FC Schaffhausen | 36 | 13 | 8  | 15 | 55 | 54 | +1  | 47  |
|  | 6.  | Lausanne-Sport  | 36 | 12 | 8  | 16 | 47 | 57 | −10 | 44  |
|  | 7.  | FC Le Mont      | 36 | 10 | 9  | 17 | 39 | 56 | −17 | 39  |
|  | 8.  | FC Chiasso      | 36 | 9  | 12 | 15 | 30 | 49 | −19 | 39  |
|  | 9.  | FC Wil          | 36 | 9  | 10 | 17 | 47 | 63 | −16 | 37  |
|  | 10. | FC Biel-Bienne  | 36 | 7  | 12 | 17 | 39 | 52 | −13 | 33  |